# Oxyde de cobalt(II)
Pour les articles homonymes, voir Oxyde de cobalt et COO.
L'oxyde de cobalt(II), ou monoxyde de cobalt, est un composé chimique de formule CoO. Il s'agit d'un solide se présentant sous forme de cristaux rouges à vert-olive ou de poudre grise à noire. Il possède une bande interdite d'environ 2,4 eV. Il est très utilisé comme additif dans l'industrie de la céramique pour produire des émaux et des glaçures bleus ainsi que dans l'industrie chimique pour produire des sels de cobalt (II).
L'oxyde de cobalt(II) adopte la maille cristalline du sel gemme, avec un paramètre cristallin de 426,15 pm. Il est antiferromagnétique en dessous de 16 °C.
L'oxyde de cobalt(II,III) Co3O4 se décompose en oxyde de cobalt(II) à 950 °C :
2 Co3O4 → 6 CoO + O2.
L'oxyde de cobalt(II) est disponible dans le commerce mais peut également être préparé en laboratoire par électrolyse d'une solution de chlorure de cobalt(II) CoCl2 :
CoCl2 + H2O → CoO + H2 + Cl2.
Il peut également être préparé par précipitation de l'hydroxyde, suivie d'une décomposition thermique :
CoX + 2 NaOH → Co(OH)2 + Na2X,
Co(OH)2 → H2O + CoO.
Comme on peut s'y attendre, l'oxyde de cobalt(II) réagit avec les acides minéraux pour former les sels correspondants du cobalt :
CoO + 2 HX → CoX2 + H2O.
L'oxyde de cobalt(II) est utilisé depuis des siècles pour colorer la céramique cuite au four. Il procure une coloration bleue profonde appelée bleu de cobalt ou smalt.